# Espanola (bataillon)
Pour les articles homonymes, voir Espanola.
Espanola, Espaniola (en espagnol : Española) est une formation militaire irrégulière russe créée à partir de supporters radicaux de clubs de football, notamment du CSKA, du Spartak, du Torpedo, du Zenit, du Lokomotiv et d'Orel, entre autres,,,. Le détachement est commandé par Stanislav Orlov, surnommé « Испанец » (espagnol) et représentant du groupe des Guerriers Rouges-Bleus,,
.
Au début de son existence, la formation appartenait au bataillon Vostok de la République populaire autoproclamée de Donetsk (RDP). Le bataillon est actuellement contrôlé par la SMP « Redut ».
Certains membres du bataillon adhèrent à des opinions allant de la droite à l'extrême droite,.

## Histoire
Le bataillon a dans un premier temps été constitué comme une unité de volontaires et a ensuite été intégré aux forces armées de la RPD. Selon le Times, il a été créé par Stanislav Orlov et Alexander Khodakovsky. L'unité a pris part aux combats lors de l'assaut sur Azovstal, ainsi qu'à ceux des fronts de Kherson et de Zaporozhye. Au printemps 2023, Espaniola a annoncé qu'elle était devenue une société militaire privée.
Le bataillon utilise la bannière du général Yakov Baklanov, qui a participé à la guerre du Caucase, comme l'un des symboles.

## Membres
Le bataillon est composé de supporters de football des clubs russes Zenit, Lokomotiv, Orel, Spartak, Torpedo, CSKA et entre autres,. Le bataillon comptait initialement 550 personnes, dont 100 opérateurs de drones kamikazes selon son commandant Stanislav Orlov. Il affirme aussi que l'État et les hommes d'affaires ne fournissent pas de soutien financier à l'unité.
Selon les médias, Espaniola recrute des combattants dotés de certaines compétences de combat et techniques : saboteurs de reconnaissance, tireurs d'élite, opérateurs de drones, guerre électronique, défense aérienne, missiles guidés antichars, signaleurs, mécaniciens conducteurs, médecins. Le bataillon dispose de son propre terrain d'entraînement pour les recrues. Elles y apprennent également à déminer, à piloter des drones et à utiliser des systèmes de défense antimissile.

### Membres célèbres
Le 7 août 2023, Andrei Solomatin, ancien joueur de l'équipe nationale russe, du CSKA Moscou et du Lokomotiv a annoncé son entrée dans le bataillon Espaniola. Il a également reçu le surnom « Soloma » et a mentionné se trouver près de Bakhmut.